# Thyroptera
Thyroptera là một chi động vật có vú trong họ Thyropteridae, bộ Dơi. Chi này được Spix miêu tả năm 1823. Loài điển hình của chi này là Thyroptera tricolor Spix, 1823.

## Các loài
Họ THYROPTERIDAE
- Chi Thyroptera
  - Thyroptera discifera
  - Thyroptera lavali
  - Thyroptera tricolor